# Tarjeta bip!
La tarjeta bip! es el medio de pago, con formato sin contacto, que se utiliza en el sistema de transporte público de la Red Metropolitana de Movilidad en la región metropolitana de Santiago en Chile. 
Su emisión y mantenimiento se encuentran a cargo de la Empresa de Transporte de Pasajeros Metro S.A. El nombre se debe principalmente a la similitud con el sonido emitido al ser pasada por un validador o cobrador automático. Funciona de forma similar a una tarjeta de débito, por lo cual se debe abonar el dinero antes de transportarse, y el saldo es descontado al momento de viajar por bus o Metro, dependiendo del tramo tarifario y el medio de transporte utilizado. Parte de la tecnología compatible con el Metro de Santiago se debe a que coexistió hasta el mes de agosto del año 2011 con la tarjeta Multivía.
Desde enero de 2022 existe la opción de pago a través de un monedero virtual llamado bip!QR.

## Historia

### Antes de su implementación

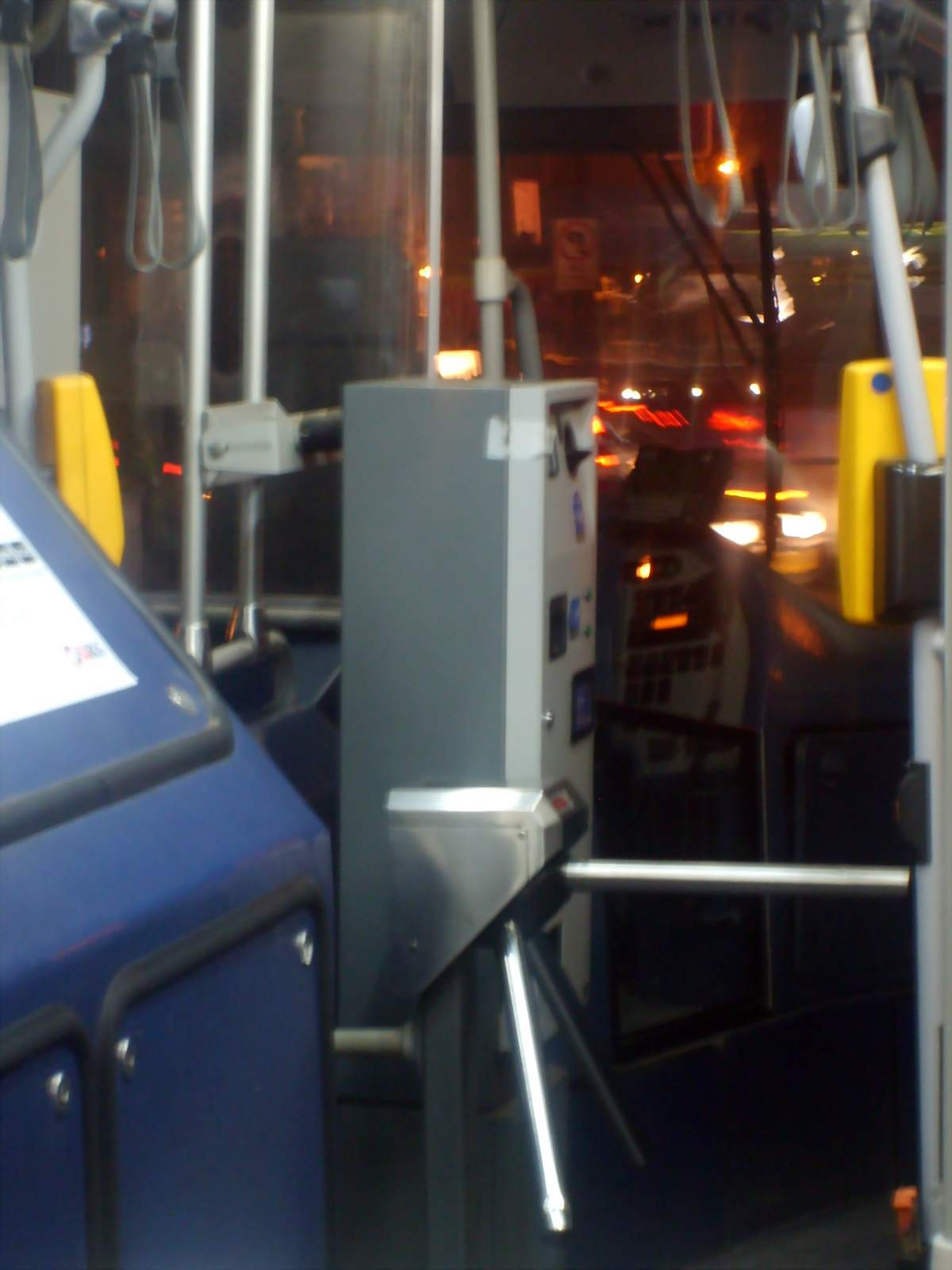
Antiguo cobrador automático que se utilizaba en los buses hasta el 9 de febrero de 2007.

Antes de implementar el sistema de pago sin contacto, las personas que viajaban en los buses realizaban su pago al conductor al subir al vehículo; el conductor entregaba un boleto que servía de comprobante de pago ante un inspector. Esto hacía que el conductor hiciera la tarea de conducir y cobrar el valor del pasaje. En caso de cancelar tarifa escolar, el usuario debía mostrar un pase o un documento de identidad al conductor y este cobrar la tarifa correspondiente.
El realizar ambas tareas entorpecía la conducción, por lo cual, a final de la década de 1990, el gobierno dispuso el cobro del pasaje mediante un cobrador, automático o humano, siempre y cuando no fuese el conductor. Este nuevo sistema no tuvo gran éxito, por lo cual fue desechado a los pocos días de su implementación, debido a las largas filas para subir al bus.
Bajo estas premisas, el gobierno decidió incluir dentro de la tecnología que movería al Transantiago, la tecnología de las tarjetas sin contacto, que ya estaba siendo utilizada en la red de Metro; con la tarjeta Multivía, que tenía bastante éxito, permitiendo el registro de las cargas y los viajes de cada usuario y así poder estimar los tipos de viajes (normales, rebajados, etc.) y traslados promedios que hace la masa de pasajeros, para ajustar mejor la frecuencia de trenes.

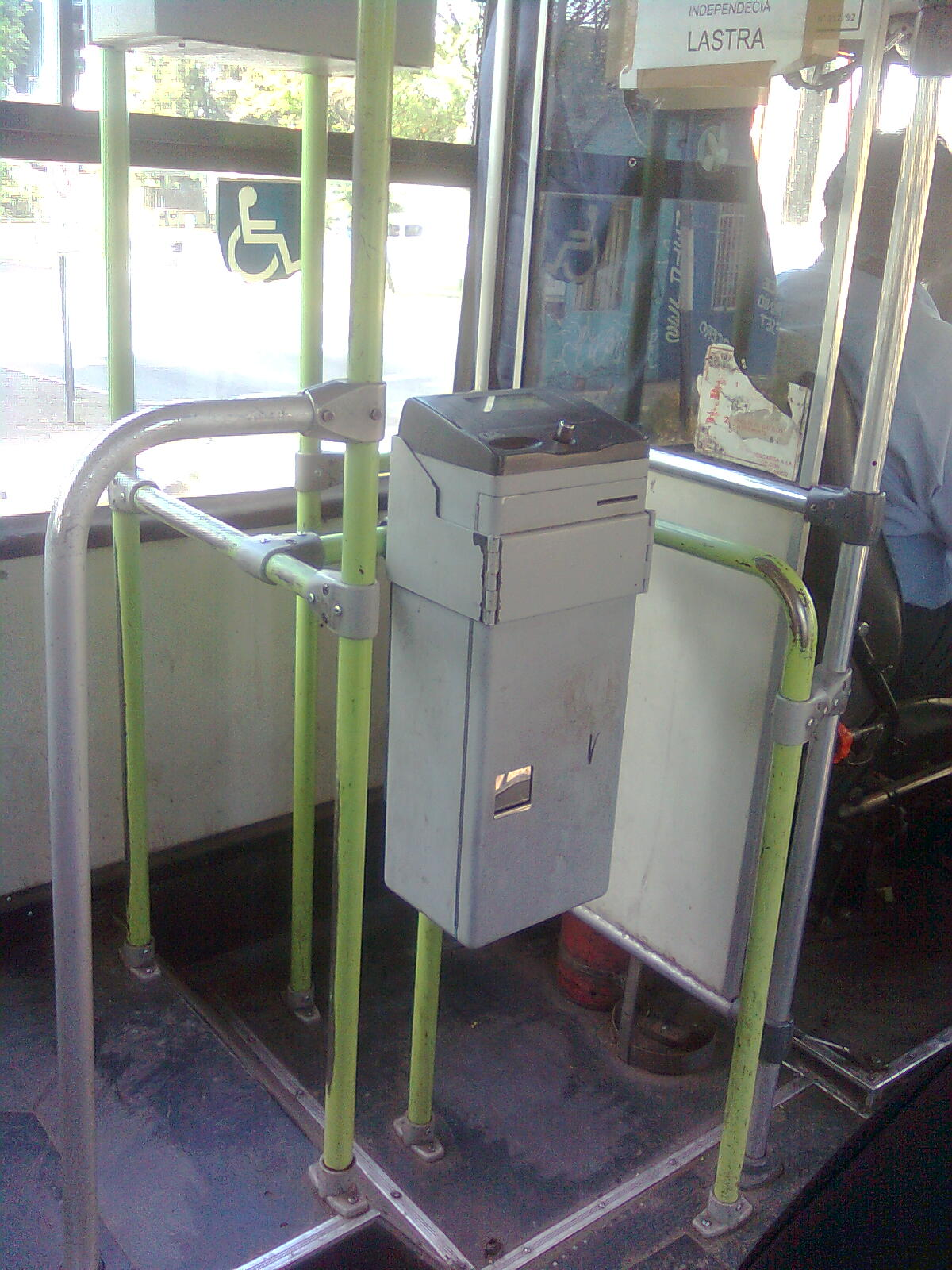
Cobrador exacto de Transantiago.

En un principio, este medio de pago estaba diseñado para utilizarse en uno de dos validadores o cobradores automáticos ubicados en la puerta del bus, uno para el pago de tarifa normal y el otro para estudiantes. Aunque este modelo de pago no se implementó, sí mantuvo la idea de implementar dos validadores; además de incluir una nueva máquina, que permite el pago del viaje sin poseer la tarjeta, llamada "Monedero exacto". Esta máquina cobra un porcentaje extra dentro del costo del viaje, no permite viajes integrados y no entrega cambio, es decir, es una máquina de importe exacto. Solo algunos buses, que deben estar identificados poseen este sistema de pago, los que corresponden a la mayoría de la flota de buses alimentadores, con el fin que los usuarios pudieran llegar a la red de carga de tarjetas. Esta idea, sin embargo, nunca se llevó a cabo, debido a la distribución de la tarjeta bip!.

### Adjudicación de la licitación
La licitación para el cobro en Transantiago fue adjudicada a Bancoestado-Sonda, único oferente en la licitación del AFT. Luego de ser adjudicada la licitación por Bancoestado-Sonda, llaman a Banco Santander, Banco BCI y Falabella para formar juntos un conglomerado de bancos y multitiendas, quienes debían instalar toda la tecnología a bordo de los buses junto con desarrollar las aplicaciones que coordinarían buses y pasajeros en el Transantiago. 
La licitación para el cobro en Transantiago fue disputada principalmente por dos empresas que facilitaban sus tecnologías para el cobro del dinero a las personas: la empresa chilena Sonda, que se encontraba asociado al conglomerado de bancos y multitiendas, y la empresa mexicana chilena TIMM. Ambas empresas presentaron sus propuestas, declarando ganadora a Sonda, quien debía instalar toda la tecnología a bordo de los buses, además de desarrollar las aplicaciones que moverían a Transantiago.
La tecnología del cobro de pasajes fue aceptada por el Ministerio de Transportes con una evaluación de 6,3, en una escala de 7, ocupando gran parte de la tecnología que dispone TIMM, por lo cual se entabló una demanda contra Sonda por US$390 millones, por apropiación ilegal de tecnología.

### Problemas en los estudios

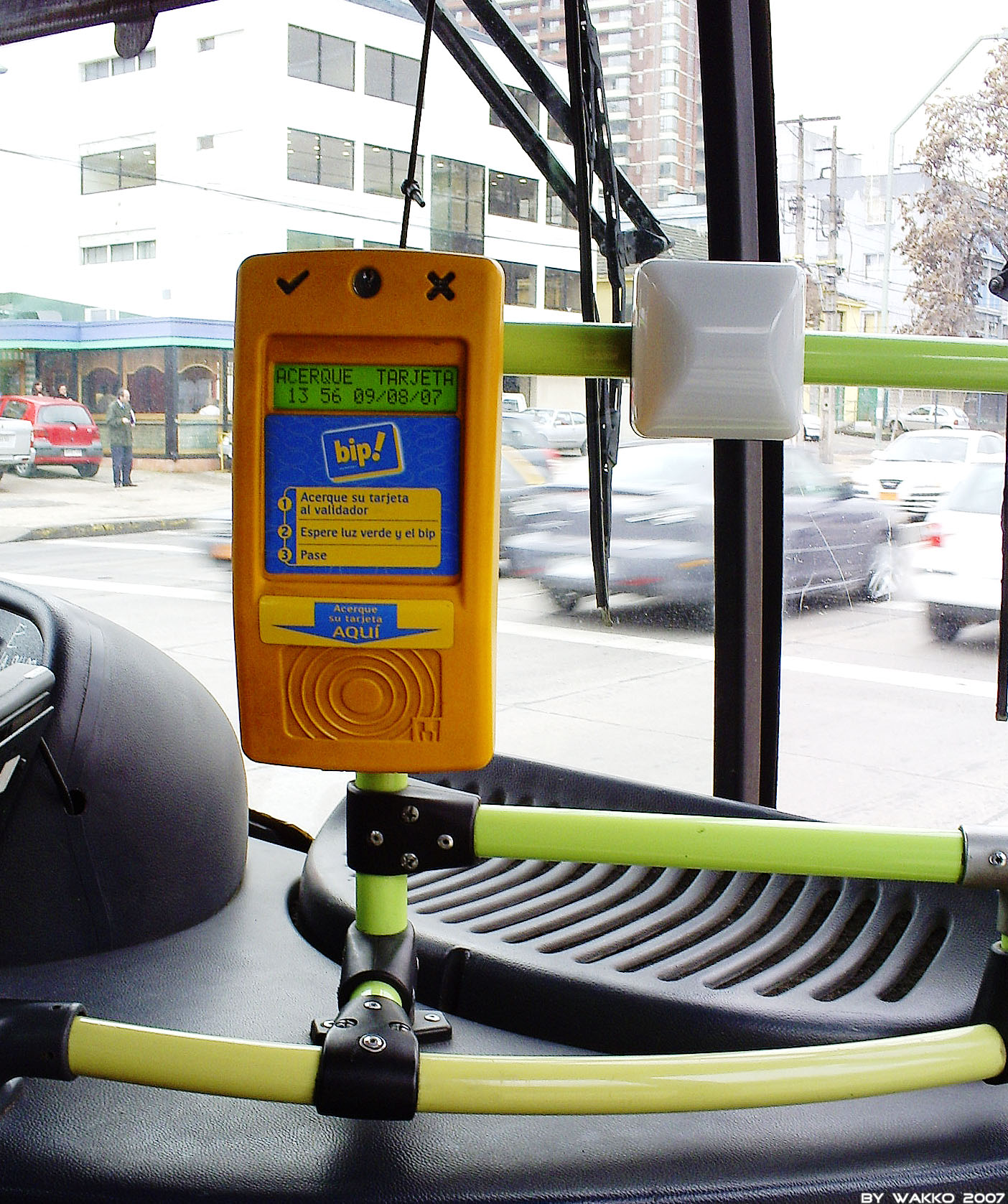
Validador de tarjetas en un bus de Transantiago. Es aquí donde se debe utilizar la tarjeta bip!.

En los estudios de la tarjeta bip! se encontraron varios problemas acerca de la factibilidad técnica para la instalación, mantención y uso de los dispositivos para el cobro de pasajes.
Estos problemas fueron catalogados en dos puntos, problema de la integración y problema del pasaje integrado.
Problema de la integración
Este problema se debe a la tecnología que usa la tarjeta Multivía, que en el año 2005 funcionaba con tecnología única en el mundo por lo que hacía imposible su integración al sistema de pago de Transantiago. Esto dejaba fuera del mercado cerca de 1 millón de tarjetas por la incompatibilidad de sistemas. Otros problemas de la integración del sistema de pago son los puntos de recarga, ya que los equipos que hacían la recarga debían ser fáciles de utilizar por los dependientes de los comercios (como panaderías, botillerías, etc.); el computador a bordo debía ser lo más resistente a las vibraciones, debido a que las calles poseen hoyos y las vibraciones podían producir problemas en el procesador que traía cada validador; la antena transmisora no era compatible con la tarjeta Multivía, por lo cual se debía instalar dos antenas para validar ambas tarjetas o sacar de circulación la Multivía.
Problema del pasaje integrado
Este problema se genera al tener dos tarjetas incompatibles o que un equipo de cobro se descomponga al intentar cobrar un transbordo, por lo cual generaría un segundo cobro al pasajero. Al final, si se supone que todo el resto de los validadores fallan, el usuario pagará todas las veces el costo del viaje, sin derecho a acceder a la tarifa integrada.

### Plan piloto
El plan piloto de la Tarjeta bip! se realizó en dos etapas. La primera de ellas comenzó el 13 de septiembre de 2006 y duró un mes. La segunda se inició el 17 de octubre de 2006 y terminó el 15 de noviembre. Los resultados de los estudios del Plan Piloto nunca fueron dados a conocer, sin embargo, en el sitio web de la tarjeta si se han indicado los planes que se desarrollaron.

#### Primera etapa
La primera etapa del plan piloto para implementar el pago mediante Tarjeta bip! se realizó desde el 13 de septiembre. En esta etapa se distribuyeron cerca de 1000 tarjetas en forma gratuita junto una cuponera de recarga, la cual permitía viajes en buses de 5 concesionarias. Además se implementó 3 Centros bip! y 24 Puntos bip! que se encontraban distribuidos en toda la ciudad. 
El objetivo principal de esta prueba era constatar el funcionamiento de la tarjeta bip! y la tarifa integrada que debía regir a partir del 10 de febrero. Los resultados de esta etapa del piloto nunca fueron informadas al público.
Tras la primera etapa del plan piloto, un 88 % de los pasajeros se mostraron satisfechos por la tarjeta bip!, destacándose su comodidad de uso y la satisfacción de uso del sistema electrónico de pago.

#### Segunda etapa
El 17 de octubre de 2006, comenzó la segunda etapa del Plan Piloto que consistió principalmente en las pruebas de la tarjeta bip! en el Metro, para la integración entre el sistema de Multivía con Bip!. Esta etapa permitió constatar además la integración y preparación tarifaria que debiese existir entre el sistema de transporte de superficie y Metro.
La evaluación tras esta etapa, la evaluación subió a un 94,2% de satisfacción del sistema de pago. En esta etapa se preguntó por la primera impresión del sistema y la mayoría de los encuestados (400 personas), destacó su rapidez, facilidad de uso y lo práctico del mismo.

### Distribución
Su distribución se realizó masivamente desde el 2 de enero de 2007 sin costo para el público, debiendo solo pagar el valor de la carga inicial de $1000 (US$ 2 aproximadamente), para luego tener un costo único de la tarjeta de $1100 sin carga previa. Su modalidad inicial de venta fue en las boleterías de las estaciones de Metro y en los centros de pago Servipag habilitados, además de las ventas en forma de tarjetas de prepago que existía en algunos negocios en Santiago.
Días previos al inicio de Transantiago, la gente de la periferia de Santiago comenzó a reclamar la falta de tarjetas en los distintos puntos de distribución, por lo cual el AFT dispuso la entrega de 600.000 tarjetas extras de las cerca de 5 millones de tarjetas que ya se habían distribuido en toda la capital. Sin embargo, junto a este anuncio, algunas tarjetas que se dispusieron para la venta era de plástico reciclado, es decir, se reutilizó una tarjeta que poseía el chip, pero no fue distribuida por alguna de las empresas del AFT. Esta situación generó confusión en algunos usuarios, porque las tarjetas recicladas no poseían los logotipos ni los colores originales, pero tras las declaraciones del Subsecretario de Transportes, estas tarjetas son consideradas como válidas si fueron compradas en lugares establecidos.
Otro problema asociado a la distribución fue la emisión de las tarjetas bancarias con capacidad de ser tarjeta bip!, porque los clientes suponían que el uso como medio de pago para Transantiago generaría costos de mantención de la tarjeta e intereses por su utilización. Al paso de las críticas y consultas, el Gerente General del AFT declaró que el uso como medio de pago para viajar no debía ser considerado como movimiento bancario, ya que son distintos ámbitos entre la tarjeta de crédito y la tarjeta bip!
Además de la Región Metropolitana, se dispuso la entrega de tarjetas bip! en la Región de O'Higgins y la Región de Valparaíso, además de ser vendida a los pasajeros en aeropuertos y terminales de buses, permitiendo una mayor facilidad a las personas que deben viajar a Santiago y no poseen su tarjeta

### Primeros días de funcionamiento
Horas antes de la implementación de Transantiago, el Ministro de Transporte Sergio Espejo informó la gratuidad del sistema durante los tres primeros días, entre el 10 y 12 de febrero, indicando principalmente que esto dará a los usuarios la capacidad de familiarizarse con los recorridos en toda la capital, aplazando el inicio de los cobros hasta el día 13 de febrero. Sin embargo, y a primera hora del día 13, los fiscalizadores del Ministerio de Transportes detectaron una falla promedio del 15 % en los validadores de los buses, por lo cual emplazó al AFT para la gratuidad del sistema hasta el viernes en los buses troncales y el domingo en los buses alimentadores.
Tras los problemas generados por el sistema de cobro, varios rumores circularon acerca del cambio en el sistema de cobro de los pasajes, lo cual fue desmentido por el ministro Espejo, diciendo que el AFT no ha informado de nada al Gobierno e indicando que todo el sistema de cobro funcionaría sin problemas el día 17.
El retraso generado por el cambio de fecha ocasionó una millonaria multa a las empresas del AFT, cercana a los 300 millones de pesos, debido al no cumplimiento de la fecha de implementación de la tecnología de pago en los buses. En los días siguientes a la aplicación de la multa, en el segundo intento para el funcionamiento del sistema de cobro, el día viernes 17 de febrero, los validadores y usuarios respondieron favorablemente al cambio, detectándose un error cercano del 2 % en los buses que salieron a circulación". Aun así, la tasa de evasión en zonas de alta acumulación de personas fue muy grande. Para resolver este problema, se crearon "zonas de pago extravehicular", es decir zonas de pago fuera de los vehículos, antes de acceder a la parada. Esto permite acceder a los usuarios un acceso más rápido a los buses y evita la evasión del pago.
En los primeros días de funcionamiento, se recibieron cientos de reclamos de usuarios que habían sido objeto de doble cobro en el mismo viaje o que la tarjeta estaba fallada porque no leía. Estos reclamos se canalizaron mediante los centros CAE para efectuar el reembolso correspondiente en caso de existir problemas de cobro. Debido a la falta de información, varios usuarios cancelaron varias veces debido a que el primer, segundo o tercer transbordo mostraba "Costo $0", lo cual hacía que el usuario pasara nuevamente la tarjeta por el lector, siendo descontado un segundo pasaje.

#### Tarjeta plop!
La tarjeta plop! es una idea generada por el Partido Humanista, quien comandado por la presidenta de la colectividad, Marilén Cabrera, la presentó en la intersección de los paseos Ahumada y Huérfanos. Esta tarjeta fue diseñada en un cartón gigante de 1,5 m con los colores de la misma tarjeta, pero trae atravesada la palabra plop!, la cual se encuentra al final de cada viñeta de las historietas de Condorito

"Nos reunimos en el monumento de Salvador Allende para entregarle la Tarjeta Plop! gigante al Gobierno en La Moneda, exigiendo no una explicación, sino una solución a los habitantes de Santiago"
Marilén Cabrera, Presidenta del Partido Humanista, 18 de febrero de 2007

La confección de la tarjeta fue terminada el 19 de febrero y fue entregada simbólicamente a la presidenta Michelle Bachelet en La Moneda el día 20 de febrero, junto a una carta del Partido Humanista denunciando los vejámenes que viven día a día los usuarios de Transantiago.

#### Indemnización
El 23 de marzo, los diputados Julio Dittborn y Claudia Nogueira, ambos de la Unión Demócrata Independiente (UDI), junto a la agrupación Defensor Ciudadano, presentaron una demanda en un Juzgado de Santiago para que se indemnizara a la gente que ha sido víctima de Transantiago. El monto demandado es cercano a los $200 mil por cada tarjeta bip!, los cuales desglosaron en $150 mil en daños físicos y laborales, y los restantes $50 mil en daños a la moral por el uso del sistema.

"Se han cumplido 40 días desde el comienzo de funcionamiento del Transantiago. Y (la demanda) se pide por conceptos tales como el atraso al llegar la gente a su trabajo, su pérdida de empleo, problemas de salud, mayores remedios que ha debido comprar la gente, problemas de seguridad, etc., taxis colectivos que mucha gente ha debido tomar, especialmente adultos mayores, porque no hay alimentadores que lleguen hasta sus casas, hasta sus barrios. Si toda esta cifra la sumamos, le estamos pidiendo al juez que él abone $200 mil a cada persona que tiene una tarjeta Bip!, porque esa tarjeta es un contrato que tiene el ciudadano con el Transantiago"
Julio Dittborn, diputado UDI, 23 de marzo de 2007

De acuerdo a la opinión de un experto en demandas colectivas, el diputado Dittborn no cursó bien la demanda, se equivocó del tipo de juzgado y demanda al Fisco. El mismo abogado explicó que el Fisco no es demandable, pues el contrato de la tarjeta bip! es con el Administrador Financiero de Transantiago y no con el Estado de Chile; el tipo de Juzgado debía ser un Juzgado Civil y no un Juzgado de Policía Local; y por último, si la demanda es acogida, no se pueden sumar más personas que las 50 afectadas en la causa.

#### Demanda de TIMM
La empresa mexicana Transporte Inteligente Multimodal (TIMM) presentó una demanda judicial contra la compañía de informática Sonda por "apropiación indebida de tecnología, violación de derechos de autor y uso indebido de material confidencial", por una suma cercana a los US$ 450 millones. Como respuesta, Sonda demandó a TIMM por "daños y perjuicios de imagen", por un monto de US$5.000 millones.
En la acusación, la empresa demandante alega que Sonda usó los manuales, certificaciones, patentes y experiencia en la documentación que presentó como oferta a la licitación del AFT, sin su autorización, para luego sustituirla por una tecnología fallida. Sin embargo, Sonda alega que realizó su plataforma tecnológica con varios elementos dispersos en el mundo, como la plataforma de distribución de dineros, que entrega soporte la empresa Siemens.
La demanda fue iniciada en el 23.er Juzgado del Crimen de Santiago, después de que la empresa TIMM tuviera acceso judicial a la copia de la propuesta que realizó BancoEstado y Sonda para adjudicarse el sistema de cobro.
La tecnología que TIMM reclama como propia es:
- Equipamiento al interior del bus, validadores de pago
- Procesamiento de la información
- Medio de pago, tarjeta sin contacto,
- Sistema GPS
- Sensores de puertas
- Pantallas de información al conductor
- Contador de personas
- Software de mapas en la central para visualizar todos los buses
- Forma de recarga de las tarjetas
- Manuales y en puntos fijos

#### Doble cobro y los recorridos de ida y regreso
Un problema derivado en los primeros días de funcionamiento fue el doble cobro del pasaje debido al sentido que traía el microbús, ya que el sistema solo permitía viajes en un sentido único (ida o regreso) de cada recorrido. Esto se manifestó principalmente en las zonas periféricas de la ciudad, ya que el usuario debía tomar un bus alimentador de ida y un bus troncal que iba de regreso. Al producirse este problema, el validador cobraba dos veces el mismo valor del pasaje.
Este problema no ocurría en el Metro, ya que este medio de transporte solo valida al usuario sin discriminar la dirección que el usuario tome, pero el microbús lo hacía debido a que las personas podían usar el mismo recorrido en menos de una hora para sus trámites.
La solución al problema fue eliminar el cobro por sentido que se hacía al usuario, teniendo la misma capacidad que el Metro de Santiago, es decir, validar al usuario pero no discrimina el sentido del viaje. Esto se ha prestado para varios engaños que se han publicado en sitios web fomentando que todos los trámites o viajes los realicen en menos de 2 horas, y no importa el recorrido de ida y regreso, ya que el sistema no sabrá los microbuses ya tomados.

### Evasión
La evasión de pago es una de las principales preocupaciones del Gobierno y las empresas concesionarias, debido al aumento del no pago por parte de los pasajeros, quienes argumentan que el deficiente servicio los motiva a no cancelar el pasaje, hasta que se solucionen los problemas. Según algunos reportajes, la evasión llega cerca del 30 % de los viajes realizados, donde se registra principalmente en los buses troncales articulado, debido a la extensión y cantidad de puertas que posee este tipo de bus.

#### Tomás Hirsch y el llamado a la evasión
El llamado a la evasión fue realizado principalmente por Tomás Hirsch, mediante la campaña mediática denominada "Yo No Pago", la cual incentivaba al usuario común a no pagar por un sistema de transporte deficiente para los santiaguinos. Este llamado lo realizó tras la entrega simbólica de la tarjeta plop! en el Palacio de La Moneda, abriendo un sitio web (yonopago.cl) para publicar las acciones que toma Hirsch para mejorar el sistema de transportes, publicando las visitas al Ministro de Transportes o las entrevistas que le han realizado, y donde mantiene su postura de incentivar el no pago del pasaje.

Le informamos a la Presidenta que hoy día damos inicio a la campaña de desobediencia civil www.yonopago.cl, y llamamos a todos los capitalinos a que no paguen por el uso del Transantiago
Tomás Hirsch, político 23 de marzo de 2007)

El día 17 de junio de 2007, se declaró en el sitio web de esta campaña que no seguirá esta forma de protesta contra Transantiago, agradeciendo a las personas que apoyaron esta iniciativa. Ciertamente, no lo necesitaba, pues la evasión es hasta el día de hoy (aunque en declive) uno de los problemas que afectan al plan de transporte santiaguino.

#### Fraude de las tarjetas bip! de estudiantes
El día sábado 3 de noviembre de 2007, se dieron a conocer las estadísticas oficiales de retención de tarjetas bip! de estudiantes por irregularidades en su uso de personas no autorizadas. Hasta el mes de octubre de 2007, se habían retenido cerca de 14 580 pases escolares en el Metro, desglosándose en:
- 12 287 en usos no autorizados,
- 255 por falsificación y
- 231 por estar adulteradas.

Este aumento se debe principalmente al mercado negro de las tarjetas, debido al robo de los documentos estudiantiles o por obtener beneficios de los estudiantes para sus tutores (padres, abuelos, etc.), siendo tan solo requisado en las estaciones de Metro, ya que en los buses de Transantiago no existe el mecanismo de control para los pasajeros, que se estimó su implementación en diciembre de 2007, pero se inició la fiscalización en agosto de 2008

#### Otras formas de evasión
Algo que no se puede controlar de la evasión son las técnicas que varios usuarios pueden usar para evitar el pago de los pasajes. Debido a que el cobro del viaje se realiza con cada pasada de la tarjeta en los validadores, algunos usuarios pueden viajar hasta 4 personas por el mismo valor del pasaje, lo cual hace que la evasión no solo se produzca por la subida de los pasajeros por las puertas traseras, sino que por el uso de la misma tarjeta para cancelar un solo pasaje.

#### Medidas anti-evasión
El Ministerio de Transportes ha implementado varios lugares denominados como "Zonas Pagas" donde el usuario debe cancelar su pasaje antes de acceder a la parada, para evitar la alta aglomeración de personas y un acceso más fluido al bus. Estas zonas solo funcionan durante las horas puntas del sistema, y a junio de 2007 son más de 10 zonas habilitadas. Al inicio de este tipo de zonas, los usuarios no se mostraron satisfechos debido a que las medidas adoptadas por el ministerio hacía parecer a los pasajeros "como ganado", debido a la gran aglomeración de personas y las filas que debían realizar al ingresar a la parada.
Otra medida que se estudió es la colocación de torniquetes de acceso, de modo similar que Metro, para poder controlar el acceso de los pasajeros al bus o contratar personal que estuviera controlando las personas que suben por las puertas de bajada, lo cual permitirá un mayor control de los pasajeros, pero a la vez impedirá un acceso rápido al bus, sobre todo en los horarios punta.
Un aspecto que el ministro declaró fue la posible creación de un bono para aquellos conductores que impidan la evasión, pero estos no tienen los mecanismos para evitar este problema, debido a su función única de conducir para evitar accidentes, por lo que estar controlando las personas que pagan o no su pasaje impedirían un buen desempeño de su trabajo. Incluso varios de los conductores han manifestado su recelo a realizar este trabajo porque ven que su integridad física se verá afectada al solicitar el pago del pasaje.

#### Fiscalización
La fiscalización a los pasajeros para comprobar el pago del pasaje se inició la semana del 25 de agosto, con funcionarios del Ministerio de Transportes que subían a los buses con máquinas especial para comprobar si el pasajero canceló su pasaje o no, mediante el uso de una máquina especial la cual entrega la información del último pago realizado con la tarjeta.
Al inicio de esta medida, el mismo ministerio calculó que 2 de cada 10 personas no cancelaban su pasaje, y en el primer día de fiscalización se encontró una persona que no cancelaba su pasaje desde el 13 de agosto, lo que demuestra la urgencia necesaria de implementar el sistema de comprobación.
En el período de marcha blanca, que se inició con el test de las máquinas y el proceso de fiscalización, los usuarios recibirán una advertencia verbal, pero una vez implementado concretamente el sistema de fiscalización, las multas a los usuarios alcanzarán hasta los 54 mil pesos (aproximadamente US$ 105, € 71)
Con el inicio del mandato de Sebastián Piñera, la cantidad de fiscalizadores fue duplicado para aumentar los recorridos y los usuarios que eran revisados a diario para determinar si cancelaron su pasaje o no. Por lo general, los fiscalizadores se ubican en las avenidas y detienen el bus para la fiscalización. Este proceso, al seguir de este modo, no se ha podido realizar en las zonas periféricas de Santiago, debido al riesgo que corren los funcionarios encargados de la validación.

### Problemas de la fecha y hora
El año 2008 es un año bisiesto, lo que produce que el año posea 366 días y exista el 29 de febrero dentro del calendario anual. Este análisis no fue realizado por el AFT lo que produjo que el día sábado 1 de marzo de 2008 existieran problemas en las validaciones de los usuarios, ya que se les cobraba hasta 3 veces el pasaje, cuando correspondía la gratuidad del mismo. Este problema se presentó principalmente cuando los usuarios hacían combinaciones entre buses y Metro, ya que los torniquetes del ferrocarril subterráneo mostraba la fecha "1 de marzo" y cerca del 10 % de los validadores de la flota de buses (cerca de 640 de 6400) mostró la fecha "29 de febrero", ocasionando que los dos viajes fueran en días distintos, cobrándose nuevamente el pasaje, ya que habían pasado más de dos horas, en el sistema informático, pero en realidad habían pasado solo minutos.
El jefe de operaciones de Metro indicó que el sistema funcionó normalmente durante el día, registrándose los problemas de cobro en los validadores de los buses. Estos problemas influyeron en que varias empresas de transporte de pasajeros en superficie no cobrasen a los usuarios para evitar más problemas y enojos por parte de los pasajeros.
El AFT, durante la tarde del 1 de marzo, indicó que a los pasajeros afectados por este cobro indebido, se les comenzaría a devolver el dinero mediante el conducto regular de devoluciones (acercándose a un puesto de recarga o un tótem de Metro), pero debían llamar al teléfono habilitado para consultas y reclamos de Transantiago. El reintegro de los pasajes fue desde el día miércoles 5 de marzo y se integró el viaje extra, además del pasaje original, este último en compensación por los problemas generados.

### Expansión a otras ciudades de Chile
Luego de la experiencia santiaguina de la tarjeta bip!, en 2012 se planteó la posibilidad de replicar el sistema de cobro en otras ciudades de Chile. En específico, el gobierno de Sebastián Piñera se comprometió a implementarlo antes del término de su mandato en las ciudades de Arica, Valparaíso, Concepción y Puerto Montt. Sin embargo, muchos de los estudios y planes se postergaron sin fecha definitiva.
No obstante, en marzo de 2014 y a días de comenzado el segundo gobierno de Michelle Bachelet, se anunció el comienzo de los estudios pertinentes para implementarlo en el Gran Concepción, existiendo dos ofertas de empresas internacionales (una coreana y otra francesa).

## Impacto de la implementación

### Impacto artístico-cultural
El artístico y cultural de la implementación de la tarjeta bip! se anunciaron desde varios meses antes del inicio de Transantiago, indicándose que los trabajadores informales del transporte público, como vendedores ambulantes, cantantes y artistas varios, ya no podrían subir al bus para ofrecer sus productos, lo cual se tradujo en una cesantía para las personas que desarrollaban sus actividades a bordo de un bus o los que dependían de los buses, como los "sapos de micro" (personas encargadas de controlar frecuencia de buses, sin que trabajasen a una empresa), lo que dejó a muchas personas sin una fuente de trabajo informal.
Sin embargo, un grupo de cantantes ambulantes se vieron beneficiados con pases provisorios para abordar a los buses, debido al acuerdo alcanzado, con el entonces subsecretario de transportes, Danilo Nuñez. Para optar a alcanzar una de estas autorizaciones, los cantantes pasaron por un proceso de selección para determinar a los mejores cantantes y tras esta audición, el Ministerio de Transportes procedió a entregar los pases provisorios, que en su mayoría duraban hasta mayo de 2007, a cambio de tener registrado el domicilio de las personas y su teléfono.

### Impacto en el comercio ambulante
Para los vendedores ambulantes y sapos de micros no hubo oportunidades para la inserción laboral, por lo cual todos quedaron sin empleos apenas inició Transantiago. Sin embargo, y al paso de algunas semanas, los vendedores ambulantes comenzaron a subirse a los diversos medios de transportes de Santiago. Cantantes en el Metro, vendedores de alimentos y artículos en general comenzaron a subirse en distintas paradas, sin que mediasen sanción o alguna medida que evitara la subida de estas personas. Algunos vendedores, que se encontraban organizados antes del inicio de Transantiago, se encontraban autorizados, pero el resto de los vendedores simplemente apelan a la voluntad del conductor si suben o no al bus.
Este impacto de inicio de este sistema ha repercutido también en los bolsillos de los chilenos, quienes ya no portan monedas para subir al bus, por lo cual la mayoría de los vendedores han visto reducidas las ventas, porque la mayoría de los productos cuestan entre $100 y $1000, los cuales eran fácilmente dispensables tras el pago del pasaje en el bus. Al cambiar el sistema de pago, implicó que todas las transacciones de pago del pasaje se hagan en forma anticipada, lo que genera que el mismo usuario ya no porte con el efectivo necesario para abordar los buses, reduciendo el poder adquisitivo de los productos, al disponer del dinero necesario para sus actividades, sin incluir los gastos de movilización que se ven reflejados en cada carga.
A pesar de la negativa inicial de los vendedores ambulantes en los buses, igual sigue la práctica de este oficio informal, lo cual se pretendió ser evitado para controlar los impuestos que generaban los consumidores sin lograr mayores cambios en las costumbres de los pasajeros en los buses.
Otro foco de comercio ambulante se ubicó, durante los primeros días de Transantiago en los carros de Metro, ya que los mismos vendedores subían a los carros como pasajeros normales, pero dentro del ferrocarril vendían o cantaban, desplazándose desde los buses a este medio de transporte. Es famoso el caso de un vendedor de aguas minerales heladas, quien acaparó la portada de un periódico ya que vendía agua en los mismos carros de Metro, donde la temperatura al interior sube cerca de 3 a 4 grados centrígrados.

### Valoración del público
Los usuarios de Transantiago se manifestaron muy conformes del medio de pago implementado en Santiago, según una encuesta de diciembre de 2007, realizada por la Universidad Central de Chile, donde se mostró que la tarjeta bip! obtenía una nota de 5,53 (de 7,0) sobre 600 personas encuestadas, lo que dejó al Administrador Financiero de Transantiago bastante conforme por la percepción que poseía las personas acerca del medio de pago. Este resultado fue el mejor atributo evaluado por los santiaguinos acerca de Transantiago.

## Tipos de tarjetas
Esta tarjeta es de plástico, del tamaño de una tarjeta de crédito para todas las dimensiones. Su superficie es lisa, exceptuando las tarjetas de crédito con el chip integrado, emitido por bancos asociados al AFT, al poseer impresa los dígitos de la tarjeta. La tarjeta más utilizada en el sistema es la tarjeta al portador, debido a que fue la más solicitada del sistema; luego sigue la tarjeta escolar que se distribuyó a todos los estudiantes de la Región Metropolitana.
Existen varios tipos de tarjetas bip! que se pueden distinguir por su apariencia, y por la tarifa que debiese aplicar.

### Tarjeta al portador
Es la tarjeta común, de azul en ambas caras y que posee la palabra "bip!". Puede ser adquirida en las estaciones de Metro, en los locales de Servipag habilitados, centros de pago de Falabella o como una tarjeta de prepago en kioscos o bazares, lo cual fue válido durante el mes de enero de 2007, con una emisión cercana a las 500 000 tarjetas. En caso de extravío o hurto, el saldo remanente no podrá ser reembolsado. Su costo fue de $1100 durante 2007, el 1 de febrero de 2008 aumentó a $1200 y en 2009 el valor ascendió a $1300. Actualmente el costo de la tarjeta es de $1550 con una carga mínima de $750.
El diseño original fue cambiado destacándose la parte posterior de la tarjeta que no trae escrita la palabra bip!, sino que posee una serie de recomendaciones de cuidado, mientras que en el borde derecho está marcada una franja blanca que indica el número de la tarjeta.

### Tarjeta personalizada
Esta tarjeta es más cara, pero posee la cualidad de en caso de extravío, el saldo es transferible a otra tarjeta y se puede cargar mediante las empresas asociadas en el Administrador Financiero de Transantiago (AFT). 
En un inicio su valor era de $3500 con una carga incluida de $1500, pero a noviembre de 2009, su valor es de $2350 sin incluir carga de dinero.
Se puede identificar porque trae la foto y nombre de la persona que es dueña de la tarjeta. Esta tarjeta puede ser adquirida únicamente en el Centro de Atención Especializada (CAE) y su entrega es inmediata. El bloqueo de la tarjeta es inmediato y se puede efectuar por teléfono, Internet o en un CAE, con un costo para el usuario de $700.

### Pase escolar bip! (y Tarjeta Nacional Estudiantil)
Todos los estudiantes de enseñanza básica, media y superior deben poseer su tarjeta de estudiante para acceder a la rebaja del valor del pasaje. Esta tarjeta posee el nombre del estudiante, el establecimiento y el régimen de estudios (Diurno o Vespertino). Si se pierde o es robada, el saldo no es reembolsable. La gestión de este tipo de tarjetas está a cargo del Ministerio de Educación.
En un inicio, la activación del beneficio fue mediante la validación del documento en un CAE, lo cual generaba largas esperas en estos centro debido a que son escasos en la ciudad, existiendo solo 10 centros de validación. Es por esto, que el Ministerio de Educación, en conjunto con el Ministerio de Transporte, informó el 28 de febrero que su activación sería con la carga de la tarjeta en los lugares autorizados.
A pesar de esta activación, se llamó a los estudiantes a activar sus tarjetas acercándose a los Centros bip! y CAE, siendo realizable este trámite entre el 1 y 15 de abril de 2007. Sin embargo, y según lo informado en su momento de por la Junaeb, faltaban cerca de 35 % de los pases por ser reactivados, por lo cual se daría un tiempo de gratuidad a los estudiantes entre los días 16 y 18 de abril, para que el porcentaje de alumnos que no habían realizado el trámite pudieran hacerlo sin problemas. Tras el período de gratuidad, más de 35.000 tarjetas revalidadas presentaron fallas desde el cobro de tarifa de adulto ($380) hasta la falla al momento de leer la tarjeta, por lo cual varios alumnos realizaron hasta 4 veces el trámite, tras lo cual se indicó que era falla del AFT y por lo tanto, como solución temporal, se entregaron tarjetas provisorias a los estudiantes afectados.

### Tarjeta bip! adulto mayor
Esa tarjeta bip! destinada para los adultos mayores y de la tercera edad es intransferible y además cobra $350 por el uso de esa tarjeta en bus, tren o metro. Se puede solicitar en las cajas de compensación o en las oficinas de atención al cliente de Metro de Santiago y el costo de la tarjeta cuesta $1550, al igual que costo de la tarjeta bip! normal.

### Tarjetas multiformato
Son tarjetas especiales emitidas por las empresas del AFT y que son distribuidas a los clientes de las entidades bancarias mediante correo. Esta tarjeta posee un logotipo bip! en la esquina inferior derecha, la cual indica que es posible usarla como medio de pago. Sin embargo, la tarjeta comercial es distinta a la tarjeta de transporte, por lo cual no se pueden efectuar transacciones comerciales con el monto disponible en la tarjeta, ni cargar a crédito los viajes que se efectúen sin saldo.
El titular de la tarjeta puede cargar en forma remota su tarjeta, utilizando las vías que cada banco estime conveniente, pero él debe acudir a un centro bip!, punto bip! o cualquier lugar de recarga para mover su carga a la tarjeta. Este proceso es obligatorio, ya que la naturaleza de la misma tarjeta impide que la carga se efectúe en el momento de pagar cualquier viaje.
La responsabilidad de emisión, mantención y reposición es por parte de cada entidad financiera asociada al Administrador Financiero de Transantiago.

### Tarjetas Multivía
Debido a la integración del Metro al Transantiago, las tarjetas Multivía son compatibles con todas las formas de pago y recarga que utiliza el plan. Sin embargo, las tarjetas Multivía de la Tercera Edad son solo utilizables en el Metro en tarifa diferenciada y en horario valle, con límite de dos viajes diarios, aún no encontrándose habilitada para los buses. El resto de las tarjetas son consideradas como tarjetas al portador, inclusive las tarjetas escolares emitidas entre 2004 y 2005, que incluían la tecnología de pago sin contacto.
A partir del 1 de agosto de 2011, la tarjeta Multivía quedó invalidada para usarse en el sistema de transportes.

### Tarjetas de emisión especial
Durante la fase de implementación de Transantiago se han debido emitir tarjetas de emergencia debido al fallo de algunas tarjetas o porque la disponibilidad del plástico ha sido insuficiente para cubrir la demanda de la población.
Tarjeta bip! reciclada
Debido a los problemas de distribución, existe una partida llamada como "bip! reciclada" que no posee la forma original, pero son igual de válidas. Su nombre se debe principalmente a que su origen son tarjetas no distribuidas por las casas comerciales e inválidas para hacer transacciones bancarias. Estas tarjetas fueron comercializadas en la red de Metro durante los días previos a la puesta en marcha del plan de transporte. Sin embargo, desde ese entonces no se han vuelto a vender este tipo de plástico, debido a que los pasajeros comenzaron a usar sus tarjetas bip! emitidas por bancos.
Tarjeta bip! provisoria
Tras mostrar problemas en la fase de revalidación de beneficios para estudiantes de la Región Metropolitana, el Administrador Financiero de Transantiago decidió entregar pases escolares provisorios, para que los estudiantes que tuvieron problemas con su documento de transporte pudiesen pagar la tarifa de $130 que corresponde al estudiante. Este pase ha sido desactivado una vez que ya se han distribuido las tarjetas de reposición para los estudiantes.
Tarjeta bip! coleccionable
En septiembre de 2010, para el Bicentenario de Chile, se anunció la venta de la "primera tarjeta coleccionable" de Transantiago, que poseía un diseño patriótico: la bandera chilena, ondeando sobre un fondo de nubes blancas, degradado en celeste. El valor de la tarjeta era de $2000 y se pudo adquirir solamente en las estaciones de metro con mayor afluencia de público. La emisión de esta tarjeta es de 50 000 unidades y equivale a una tarjeta bip! normal (no personalizada)
Desde entonces, se han lanzado numerosas tarjetas bip! con variados diseños, los cuales generalmente tienen relación con conmemoraciones, eventos que se estén realizando en el país, etc. Tienen el mismo valor de una tarjeta bip! normal. Estas tarjetas bip! coleccionables suelen ser vendidas en las boleterías del Metro de Santiago (con la notable excepción de la línea 6, que es de autoservicio). Algunos de los eventos que tienen su tarjeta bip! son la Copa América 2015, los Juegos Suramericanos de 2014, el festival Lollapalooza Chile, la Maratón de Santiago, el aniversario del Metro de Santiago, la inauguración de las líneas 3 y 6, los Juegos Panamericanos de 2023, el Día Internacional del Orgullo LGBT en 2024, eventos culturales o cívicos, entre otros. También se han lanzado tarjetas bip! coleccionables por el estreno de algunas películas en Chile, como Bohemian Rhapsody, Dragon Ball Super: Broly y Detective Pikachu, entre otros.

## Uso y funcionamiento

### Tecnología sin contacto

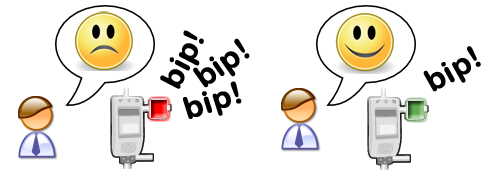
Proceso de validación con la tarjeta bip!.
Izquierda: usuario cuya tarjeta no ha sido aceptada o no posee saldo suficiente.
Derecha: usuario cuya tarjeta ha sido aceptada y puede pasar.

La forma de utilizar la tarjeta bip! es acercándola al validador o el lector que se ubica en los torniquetes de Metro a una distancia menor a 10 cm y exponerla entre 0.5 y 1 segundos en cualquiera de las caras de la tarjeta para activar el cobro. Al acercarse, el usuario verá en una pantalla LCD el resultado de la transacción y se escuchará un sonido que identificará el tipo de pago que realiza el usuario. Tras dos segundos de mostrar la luz verde, el validador de desactiva para la siguiente transacción; si la misma tarjeta es pasada por el validador, este hará un segundo cobro. Los pases escolares solo pueden ser utilizados con una diferencia de 5 minutos para evitar que dos usuarios viajen con la misma tarjeta.
Si el usuario tiene saldo suficiente para realizar el viaje, en la pantalla se mostrará el saldo y costo del viaje, junto con el bip del validador o lector. Si se valida en un bus, se activará la luz verde que se encuentra al costado del validador, en cambio, en el Metro se prenderá una luz pequeña junto a la pantalla.
En cambio, si la transacción fracasa, ya sea porque el usuario no dispone de saldo o la tarjeta está defectuosa, el validador sonará tres veces y prenderá una luz roja, en cambio, en el torniquete de Metro sonará tres veces y se prenderá la luz que se encuentra a un costado de la pantalla. En la pantalla se leerá el motivo de la negación al cobro, siendo generalmente por un error de lectura de la tarjeta, por lo cual se debe pasar nuevamente por el validador.

### Cobro de tarifa
Su funcionamiento para descontar y cobrar el pasaje con integración tarifaria no se ha precisado al público, pero algunos blogs de personas del mundo de la electrónica e informática han deducido la metodología de funcionamiento de la tarjeta. Las teorías van desde redes Wifi en todo Santiago hasta conexiones ad hoc entre buses. Sin embargo, en un esquema del Diario La Tercera, donde se dan luces que las tarjetas deben poseer la información de las últimas transacciones y la hora global del sistema indican el tiempo que el usuario lleva utilizando Transantiago. El bus, en cambio, al pasar por un Centro Recaudador, el cual posee una antena de Mobitex para las transmisión de datos mediante el protocolo RS-485, el cual entrega la información de cobros y estadísticas de personas que han abordado y descendido de cada máquina.
Algunos esquemas e infogramas mostrados en variados sitios webs hacen descartar que el cobro se realiza cuando el bus llega a su terminal donde se descarga la información mediante antenas dispuestas en el mismo lugar. Sin embargo, actualmente esta tarea se realiza con computadores portátiles, debido a que no opera correctamente el sistema de individualización de buses.

### Proceso de "Clearing"
El Clearing es un proceso que debe realizar la AFT para poder cancelar a las distintas empresas que se encuentran trabajando en Transantiago, tanto a los proveedores de transporte en superficie (buses) y subterráneo (Metro). Este proceso se realiza cada 15 días para poder calcular el monto a pagar a cada empresa por el concepto del pasaje integrado, repartiendo el dinero de cada "bip!" entre las empresas que corresponden. Esta es la última etapa de distribución de dinero, ya que desde el inicio del cobro del pasaje (cuando el usuario carga), no se sabe que recorrido seguirá el usuario, por lo cual, cuando aborda un bus, ya se conoce que la empresa obtendrá el dinero de ese viaje.
En el inicio del proyecto, el clearing se hacía mediante el sistema de "Pago por Pasajero Transportado" (PPT), lo que implicaba que el operador recibía el dinero según la cantidad de pasajeros que sus buses llevaban. Sin embargo, durante las primeras semanas, los operadores reclamaron que se perdían cerca del 50% de las transacciones (entre la carga del pasaje y el pago del mismo), generando que el sistema se fuera desfinanciando porque el monto que no cubría los pasajes debía ser descontado de la Reserva Técnica del sistema.
Según una auditoría encargada a la empresa Ernst & Young, el sistema de clearing alcanzó un grado de certeza del 95 al 99 % de efectividad al cancelar los pasajes a los operadores, conociéndose el recorrido del dinero "desde el Bip en el bus, pasando por la descarga de los validadores, hasta el cheque al operador".

## Costos y precios de viajes

### Antes de Transantiago
Antes de la implementación de Transantiago, el pasaje costaba $370 para adultos y $120 para estudiantes, por cada transbordo que se realizará. Sin embargo, y a modo de marcha blanca, a todos los usuarios que utilizaran su tarjeta bip! entre el 1 de enero y el 9 de febrero de 2007 pagarían $360 al pagar con su tarjeta en los validadores que se encontraban habilitados, principalmente en los buses de TransAraucarias y SuBus, sin embargo, muy pocas personas usaron sus tarjeta en este período de pruebas del sistema, debido a que los buses habilitados no superaban las 300 máquinas. A pesar de esto, el ministro Sergio Espejo prefería que los usuarios obtuvieran a tiempo su tarjeta a que la usaran en forma frecuente durante el período de marcha blanca.

### Desde el inicio del Transantiago
A partir del 10 de febrero de 2007, el costo de los viajes era de $380 (tarifa normal) y $130 (tarifa estudiante), y permitía combinar con tres servicios más dentro de los 90 minutos siguientes al primer pago con la tarjeta. Sin embargo, y debido a los problemas que afrontó el sistema en los primeros días de funcionamiento, el período de viaje se extendió a 120 minutos, pero aún manteniéndose el límite de 3 transbordos sin costo alguno. Esta extensión horaria al dio a conocer la presidenta Michelle Bachelet el 11 de marzo de 2007 en el marco de las 23 medidas que ayudarían al sistema de transportes a tener un mejor funcionamiento.
Si se viaja en horario punta y se combina con Metro, el costo adulto aumenta en $40, mientras que la tarifa estudiante se mantiene en $130. Los transbordos son gratuitos hasta final de año, aunque en un principio esta modalidad iba a ser hasta el 9 de agosto de 2007; después, el costo de los transbordos será de $20 cada uno, sin embargo, debido al proyecto de ley que permitió el ingreso de US$ 290 millones al sistema, la tarifa se congeló.

...tal como señaló el Gobierno, Transantiago tiene importantes costos de puesta en marcha y el compromiso es financiarlos con recursos públicos de modo de no aumentar las tarifas que deben pagar las personas...
René Cortazar, 10 de mayo de 2007

A partir del 12 de febrero de 2009, el pasaje fue aumentado en $20 solamente para la tarifa normal, y se crea un nuevo tramo tarifario en el Metro, con el fin de descongestionar el servicio durante los horarios punta, aumentado el valor del viaje desde $420 a $460, pero a su vez se creó el tramo de baja, donde el costo es $380.
Los costos de los viajes se ha visto reducidos desde la puesta en marcha de Transantiago, ya que un viaje combinado de dos microbuses antes costaba $760, pero a partir de la implementación del plan, la tarifa ha disminuido hasta $380, siempre y cuando el viaje se realice dentro de los 120 minutos a partir del primer bip! de la tarjeta, ya sea combinando entre servicio de buses y el Metro.

### Viaje de emergencia
Es un beneficio que se obtiene solo al viajar pagando con la tarjeta bip!, lo que permite un viaje integrado a cuenta de la próxima carga, siempre y cuando el usuario no posea saldo suficiente para pagar el viaje, y si este se efectúa solo en buses durante un horario establecido. El costo del viaje se descuenta al usuario de la tarjeta en la carga siguiente. El beneficio se activa a partir de la segunda carga de la tarjeta.
A partir de julio de 2008, el horario del boleto de emergencia se extendió desde las 21:00 hasta las 9:00 horas del día siguiente, lo cual mejoró el acceso al viaje durante la noche. En octubre de 2010 se modificó el horario respecto a los domingos y festivos, ampliándolo para entrar en funcionamiento desde las 14:00 y hasta las 9:00 del día siguiente. Finalmente en noviembre de 2014, se efectuó un nuevo cambio en el horario de operación del beneficio. El horario en que aplica el viaje de emergencia es: de lunes a sábado entre las 21:00 y las 11:00. del día siguiente, domingos y festivos entre las 14:00 y las 11:00 del día siguiente. En la actualidad el viaje de emergencia opera durante todo el día en buses, no operando en el Metro de Santiago y/o Tren Nos-Estación Central.

## Lugares de recarga
Punto bip!

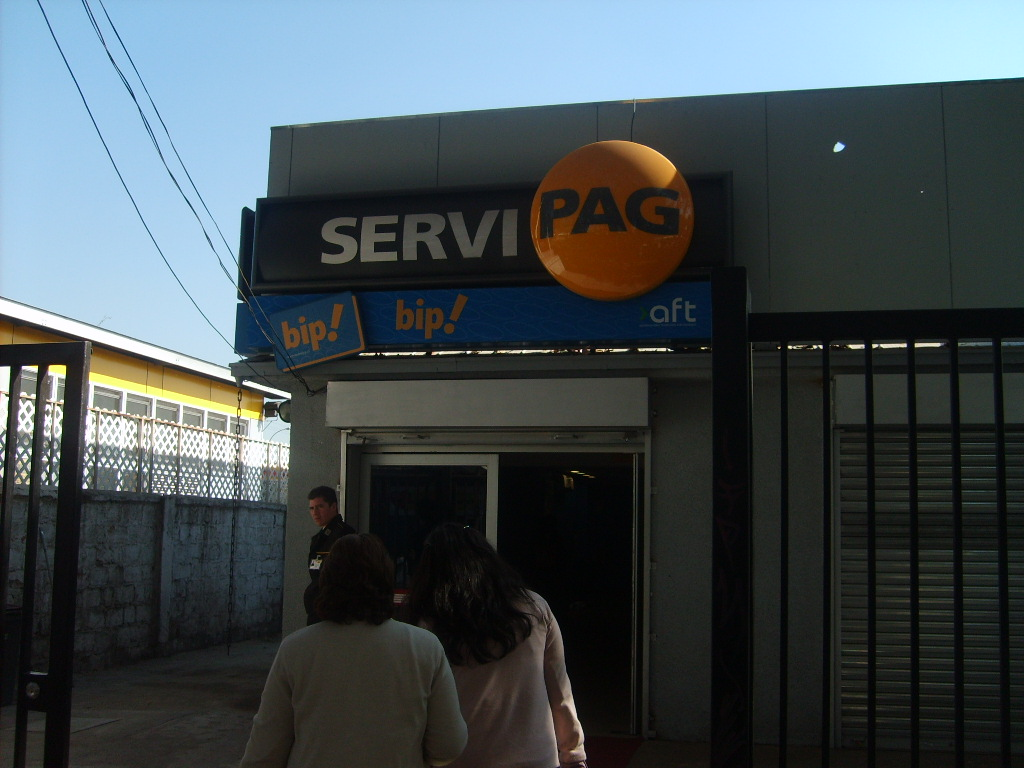
Entrada del Centro bip! de Avenida José Pedro Alessandri con Avenida Grecia.

El punto bip! es un lugar donde solo se pueden cargar las tarjetas bip! y consultar el saldo existente. Este tipo de lugares, son por lo general, negocios de barrio donde la gente concurra o exista una parada cercana. Estos lugares son, por ejemplo, panaderías, negocios de abarrotes, etc. Al igual que toda la red de carga disponible en Santiago, una vez efectuada la carga, se entrega un comprobante impreso al usuario para tener constancia de la carga. Se estima que en toda el área metropolitana existen cerca de 1000 puntos de carga. La hora de funcionamiento depende del negocio, por lo cual no se asegura una atención similar a las boleterías de Metro.
Centro bip!
El Centro bip! posee las mismas cualidades que un punto bip!, pero además se pueden comprar tarjetas desde y dejar reclamos acerca del funcionamiento de la tarjeta bip!. En estos puntos también hay centros de pagos de casas comerciales del AFT. A diferencia de las puntos bip!, los centros son solo 50 y no se encuentran presente en todas las comunas de Santiago. El horario de atención es similar a las boleterías de Metro, por lo cual su atención llega hasta las 22:30 horas. Se homologa las boleterías de Metro como este tipo de punto de recarga.
Los centros bip! son por lo general asociados a alguna empresa del Administrador Financiero de Transantiago, donde se pueden realizar pagos u obtener servicios bancarios. Existen centros bip! de Servipag (Dependientes de BCI y Banco de Chile), CMR Falabella, ServiEstado (dependiente del Banco Estado). En estos lugares existen cajas especiales para que los clientes puedan cargas las tarjetas, y otras cajas donde los clientes pueden pagar cuentas o hacer las transacciones bancarias.
Centro de Atención Especializada (CAE)
El Centro de Atención Especializada son solo 12 en Santiago y se encargan de recolectar las quejas, dudas y otras atenciones que no se pueden satisfacer en los Centros bip!. Se pueden bloquear y desbloquear las tarjetas, cambiar el pase escolar y/o tarjetas personalizadas en caso de fallas, hacer sugerencias para la atención y solicitar una tarjeta personalizada. El horario de atención es hasta las 22:00 horas en los días de semana, y hasta las 14:00 horas en los fines de semana y festivos.
Banca Virtual
Las tarjetas emitidas por las empresas financieras del AFT permitirán recargar las tarjetas bip! mediante el sistema web que posee cada empresa. Para realizar la carga, el dueño de la tarjeta debe entrar a su banca virtual e indicar que requiere una carga mediante Internet. Tras realizar la carga, el dueño de la tarjeta deberá ir a un punto de recarga para efectuar la carga. Al dependiente hay que indicarle que va a cargar en forma remota, para que digite correctamente la transacción.
Cajeros automáticos
A partir del mes de abril de 2008, se habilitó la opción de cargar las tarjetas bip! bancarias mediante el uso del cajero automático, descontándose desde el saldo de la cuenta bancaria o la línea de crédito, el total de la carga que realiza el cliente. Este medio solo acepta la carga de la tarjeta bancaria que se esté usando y no permite cargar remotamente otra tarjeta. Para verificar la recarga, el usuario debe depositar su tarjeta en algún dispensador de saldo que se encuentra en las sucursales bancarias o en los tótems de Metro.

### Problemas de los puntos de recarga
En un reportaje de Teletrece en 2007, se mostraban los principales problemas para los dueños de locales comerciales poseer un punto bip! en su negocio, debido al escaso margen de ganancia que les dejaba el hecho de cargar las tarjetas, siendo cercano al 1% del monto cargado, generando que los comerciantes tuvieran más costos que ganancias, debido al servicio eléctrico y la apertura de cuentas corrientes para poder habilitar el sistema en sus negocios. Debido a la escasez de puntos bip! al inicio del sistema, había sectores de Santiago que no poseían un centro de carga, por lo cual las estaciones de Metro se encontraban colapsados, haciendo que los usuarios más alejados de centros más grandes tuvieran problemas de movilización al no poseer dinero.

## Métodos de recarga
Existen variados métodos de recarga de la tarjeta bip!, los cuales se encuentran disponibles desde el 1 de enero de 2007.
Recarga en efectivo
Esta recarga se puede realizar en los puntos debidamente identificados, como los puntos bip!, los Centros de Atención Especializada (CAE) o las boleterías de Metro. A partir del 15 de mayo de 2008, la recarga máxima subió a $25 500 y se habilitaron cajas en los CAE donde se puede recargar menos de $800 en las tarjetas de adultos
- Pase escolar: Se puede cargar desde $400 en Punto bip! y en las boleterías de Metro, después se prosigue en múltiplos de $500 y así hasta $25 500, al igual que la tarjeta al portador.

Recarga mediante tarjeta de crédito
A partir del 2 de enero de 2007, en todas las estaciones de Metro existen centros de autoatención que permiten recargar las tarjetas bip! mediante el uso de la tarjeta de crédito de La Polar, seleccionando el monto de recarga y cuotas en que se desea pagar la recarga.
Desde mayo de 2007, la cadena de supermercados Líder en conjunto con el Metro de Santiago, deciden incluir su tarjeta de crédito Presto como medio de recarga, usando los mismos centros de autoatención existentes en todas las estaciones de Metro.
A partir de finales del mes de julio de 2007, la multitienda Ripley se añadió como tarjeta que permite recargar tarjetas bip! utilizando los tótems ubicados en todas las estaciones de Metro.
También se destaca la participación en un futuro próximo de CMR Falabella (integrante del AFT) para también poder recargar tarjetas bip! a través de los tótems y vía carga remota.
A finales de julio de 2008, las tarjetas de casas comerciales (Ripley, La Polar, Presto, Hites y Falabella) pueden ser utilizadas para recargar en los tótems de las estaciones de Metro, cargándose el monto a recargar a la tarjeta de crédito de la multitienda y pudiéndose pagar en cuotas o en el estado de cuenta directamente.
Carga remota (en implementación)
La carga remota se realiza mediante teléfono (600 730 00 73) y se encuentra disponible solo para las empresas asociadas al AFT. Además, las mismas empresas han habilitado en sus sitios webs, instancias para recargar tarjetas en forma remota. Sin embargo, la recarga no se efectúa hasta que el usuario se haya acercado a algún centro de recarga para que la tarjeta sea actualizada.
El 16 de agosto de 2007, BancoEstado anunció que habilitó en su sitio web la opción de recarga remota para los clientes que hayan adquirido su Cuenta Rut y posea el chip en su tarjeta, mientras que el 1 de octubre de 2007 Banco de Chile y Banco Edwards también anunciaron la habilitación. Se puede cargar cualquier tarjeta, tan solo indicando el número impreso en la tarjeta, el monto y el correo electrónico del suscriptor del cobro para confirmar la carga. Tras esto, el usuario debe ir a algún lugar de carga de saldo e indicar que hará una carga remota. 

### Comprobantes de recarga
Existen varios tipos de comprobantes de recargas de las tarjetas, las cuales son trozos de papel que el cajero o el encargado de la transacción está obligado a entregar al usuario para constatar la carga. Estos trozos de papel pueden provenir desde dos tipos de máquinas, las que posee Metro desde la época de la tarjeta Multivía o las que AFT ha distribuidos los centros bip! y puntos bip!.
Comprobantes de Metro
Los comprobantes de Metro poseen dimensiones de 5,7 x 8,7 cm y trae impresa la siguiente información:
- Identificación de Metro
- Tipo de operación
- Servicio de venta
- La fecha, hora y lugar de carga
- Identificador del vendedor
- Número de la tarjeta (que no corresponde al número de identificación externo)
- Dinero cargado
- Saldo después de la carga
- Mensaje de saludo

Los comprobantes de Metro poseen la imagen de fondo de la marca de Multired y se imprimen en una dispositivo que se encuentra conectado a un computador donde se digita las transacciones, y junto al mismo, se encuentra el lector/escritor de tarjetas, donde se efectúa la carga magnética de la tarjeta.
La tarjeta se debe introducir en el lector/escritor, digitar en el teclado la cantidad cargada, y tras la escritura, el dependiente devuelve la tarjeta junto con el comprobante. Esta operación no tarda más de 15 segundos promedio, por lo cual la atención de estas cajas es bastante rápida.
Comprobantes de Centro bip!
Los comprobantes del Centro bip! son distintos al de Metro de Santiago, ya que son más pequeños (5,7 x 7,1 cm) y traen información similar al comprobante de Metro. En la parte posterior, el comprobante trae el logotipo de la empresa del AFT que administra el Centro bip! (Falabella, Servipag, BancoEstado).
La información que trae el comprobante es:
- Tipo de carga (efectivo, remota)
- Fecha y hora de la operación
- Identificación de tarjeta (números internos y externos)
- Tipo de local y el identificador del punto de venta
- Saldo inicial, antes de la recarga
- Cantidad cargada
- Saldo de la tarjeta
- Tipo de emisión (copia del cliente, original de contabilidad)

El operador debe recibir la tarjeta y ponerla sobre un lector. Una vez que digita el monto a cargar, el operador recibe el comprobante de pago y devuelve tarjeta y comprobante. Una diferencia entre Metro y Centro bip! es que en el primero se posee un computador para realizar la carga, mientras que en el segundo es un pequeño dispositivo que posee un teclado numérico conectado a un lector/escritor de tarjetas. Debido a la nula conectividad, se debe imprimir un segundo comprobante para realizar el balance al final del turno.

### Recarga post-viaje
A partir del 1 de diciembre de 2008 se puede solicitar en las oficinas de CMR Falabella la activación de un convenio donde el usuario puede realizar hasta 8 viajes diarios sin preocuparse de la carga de su tarjeta. Dichos viajes son cobrados en el estado de cuenta de la tarjeta comercial.

## Consulta de saldo
Las consultas de saldo se pueden realizar en las boleterías de Metro, Puntos bip!, Centro de Atención Especializada (CAE), en los puntos de cargas (tótem), cercanías del cajero automático o sucursales bancarias, y mediante la Oficina Virtual. Al consultar el saldo disponible en la tarjeta existe la posibilidad de imprimir un comprobante que especifica el saldo que queda y las últimas operaciones que se han realizado hasta la consulta.
Saldo en el uso
Cuando el usuario pasa su tarjeta bip! por el validador de Metro o bus, el dispositivo entrega el monto descontado por la operación, junto con el saldo disponible hasta ese minuto. Esta es la forma de tener el monto exacto en tiempo real, por parte del usuario, ya que en el medio de transporte se informa acerca de su saldo, por lo cual se puede informar o comunicar al usuario en caso de no tener más saldo disponible en la tarjeta.
Consulta en el tótem
Para consultar el saldo en el tótem que se encuentra en todas las estaciones de Metro, el usuario debe seleccionar "Consulta de saldo" (primer botón, desde arriba hacia abajo, en la derecha), luego introducir su tarjeta bip! al lector de tarjetas y después de una pausa de un segundo se mostrará el saldo disponible en la tarjeta. Se puede imprimir un comprobante que adjunta el saldo y las últimas 3 transacciones que el usuario ha realizado, junto con la hora y el monto de cada transacción.
Consulta en los centros bip! y CAE
Para consultar el saldo en un Centro de Atención Especializada, el usuario debe acercar la tarjeta a los lectores disponibles que muestran el saldo actual de la tarjeta. Este medio de consulta no permite la impresión de un comprobante ni muestra las últimas transacciones que se ha realizado, pero sí permite la carga de compras remotas y la activación de rebajas estudiantiles. 
Consulta en la sucursal bancaria y tiendas Falabella
Dentro de los sectores de cajeros automáticos de BancoEstado, Banco Falabella, Banco de Chile, Edwards además de algunas tiendas Falabella existen máquinas que permiten consultar el saldo disponible en la tarjeta que posean el chip. Este dispositivo se encuentra al interior de la sucursal bancaria y, por lo general, a un costado del cajero, en el caso de Falabella, esos se encuentran por lo general al costado de los terminales de autoconsulta de CMR o al costado de los cajeros automáticos de Banco Falabella. Para consultar el saldo, el usuario debe introducir su tarjeta por la parte superior del lector y esperar la máquina entregue el saldo de la tarjeta. A diferencia de los otros medios de consulta, no se permite la impresión de un comprobante, por lo cual solo se muestra el saldo disponible, pero sí permite la carga de compras remotas y la activación de rebajas estudiantiles.
Consulta en la Oficina virtual
En la Oficina virtual que se encuentra en saldo tarjeta bip, el usuario puede ingresar a la opción "Movimientos" y luego digitar el Número de Tarjeta, que se encuentra en una de las orillas, seleccionar los días a consultar (30, 60 o 90 días) y luego presionar sobre "Aceptar". Al procesar la información, el sistema trae todas las acciones que se han realizado con la tarjeta como cargas, activación de beneficios (pase escolar, tercera edad, etc.) y viajes, lo cual se adjunta con el respectivo costo. Actualmente se desconoce la frecuencia de actualización de los datos (el cual era de 48 horas hábiles).

## Oficina virtual
La Oficina virtual es un servicio que se presta por el sitio web de tarjeta bip!, en el cual se puede entregar los últimos movimientos y bloquear las tarjetas personalizadas. 
Las consultas de movimiento se pueden realizar por 30, 60 y 90 días y puede indicarse solo el número de la tarjeta.
Para bloquear la tarjeta, se debe indicar el RUN y la fecha de nacimiento del usuario portador, pero solo se pueden bloquear tarjetas personalizadas y pases escolares por un periodo de 48 horas, tiempo suficiente para ratificar el bloqueo definitivo en el CAE o en la JUNAEB si se trata de un pase escolar.

## Especificaciones técnicas
Las especificaciones técnicas de la tarjeta bip! son tomadas, para efectos de homologación, de la tarjeta Multivía, para replicar la estructura del sistema de tarjetas ya implementadas. A continuación, se dan las características técnicas detalladas en el Anexo 3 de Transantiago.
Sigue las especificaciones de la ISO 14443 que dicta acerca de las tarjetas Mifare, la cual se ajusta al ISO 7810 ID-1 con respecto al tamaño y forma de la misma tarjeta, es decir, sus medidas son de 85,60 × 53,98 mm, lo cual se aproxima a las proporciones de la sección áurea (1,618:1).

### General
- Tarjeta sin contacto operada remotamente, usando lector dedicado, mediante transmisión RF
- Funcionalidad lógica: Mifare Chip
- Distancia operativa: 10 cm
- Frecuencia de Operación: 13,56 MHz
- Modulación desde el lector a la tarjeta: Modulación en amplitud
- Modulación desde la tarjeta al lector: Modulación de carga.
- Carga portadora modulada desde la tarjeta para la transmisión al lector
- Radio frecuencia de acuerdo a ISO 14443/2 Transmisión RF Tipo A, 100% amplitud de modulación
- Operación de varias tarjetas con sistema de anticolisión rápido de acuerdo a ISO 1443/3.
- Protocolo de datos de acuerdo a ISO 14443/4 Mifare .
- 8-kbit memoria EEPROM (en 16 sectores)
- Velocidad de comunicación: 106 kbaud, 10 ms para la transacción
- Número mínimo de lecturas: ilimitadas
- Número mínimo de escrituras: 100 000
- 16 Bit CRC por Block
- Paridad de 16 Bit por block
- Chequeo de cuenta de bits
- Codificación de bits para distinción entre “0” - “1” y ausencia de información
- Monitoreo de canal
- Manejo de lectura y escritura dinámica
- Memoria: CMOS de alta velocidad
- Protocolo de comunicación: Half duplex, usando handshake
- Rango de operación: 23+/-3 °C, 0 a 10 cm con referencia al lector
- Retención de información: 10 años

### Seguridad
- Autenticación de acuerdo a ISO/IEC DIS 9789-2
- Datos cifrados
- Sectores protegidos por dos llaves diversificadas de 48 bits
- Número de serie único

### Tiempos de transacción
- Identificación de la Tarjeta: 3 ms (respuesta a reset y anticolisión)
- Lectura de 16 Bytes: 2.5 ms
- Escritura de 16 Bytes: 9 ms
- Autenticación: 2 ms

## Cuidados de la tarjeta
Como la tarjeta es un medio magnético de lectura y escritura, existen una serie de recomendaciones realizadas por las empresas o los mismos usuarios de Transantiago que ya han sufrido la pérdida de la tarjeta por problemas electromagnéticos o daños físicos.
1. No acercar la tarjeta a un gran campo magnético, como monitores CRT o el interior de un microondas.
2. Evitar el contacto directo con monedas o algún metal de los bolsillos.
3. Considerar la utilización de algún protector especial para la tarjeta (estuche de plástico o portador de tarjetas).
4. Evitar doblar en exceso la tarjeta o someterla a altas presiones, ya que al quebrarse queda inutilizable.
5. Evitar el contacto directo con vestimenta de lana o que produzca algún tipo de corriente estática.

## bip!QR

Validador Bip! con un teléfono inteligente mostrando el saldo en el monedero de bip!QR.

bip!QR es un sistema de pago digital implementado en el transporte público de Chile, que permite validar pasajes utilizando un código QR generado desde diversas aplicaciones móviles. 

### Historia
Su origen se remonta a su puesta en marcha blanca durante el 24 de enero de 2022 como parte de una estrategia del Ministerio de Transportes y Telecomunicaciones para modernizar y diversificar los métodos de pago en buses Red y Metro de Santiago.
Desde su puesta en marcha, el sistema ha experimentado un crecimiento sostenido. A enero de 2024, bip!QR cumplió dos años de funcionamiento con más de 16 millones de usuarios únicos registrados, y se convirtió en una de las alternativas más utilizadas para pagar el transporte público en la Región Metropolitana.
El sistema permite a las personas pagar su pasaje desde el celular mediante apps asociadas como MercadoPago, Tenpo, BancoEstado y otras que se han ido sumando al sistema, generando un código QR que puede ser escaneado en validadores habilitados en estaciones de Metro, tótems de pago en paraderos y buses del sistema Red.
Entre las ventajas del sistema se encuentra la posibilidad de acceder a viajes gratuitos ocasionales gracias a promociones, como la otorgada por el programa «Dale QR», lanzado el 1 de septiembre de 2023, en donde luego de alcanzar $38 000 en viajes durante el mismo mes calendario pagando con el sistema bip!QR, el resto de los viajes durante ese mes son gratuitos. En el primer mes de operaciones este programa benefició a 43 mil personas.
En 2024 el 25 % de los pagos en el transporte público de Santiago realizados por los usuarios fueron a través de este sistema.

### Implementación fuera de Santiago
En agosto de 2024, el Tren Limache-Puerto anunció la incorporación de validadores QR, integrándose así a esta modalidad tecnológica de pago QR. También en esa fecha el mismo sistema de pago fue integrado al Biotren.